# Lex superior derogat legi inferiori
Lex superior derogat legi inferiori (łac.: ustawa nadrzędna uchyla ustawy podrzędne) (inaczej: reguła hierarchiczna) — reguła kolizyjna przyjmująca, że norma prawna o wyższej mocy prawnej uchyla (pozbawia mocy obowiązującej, deroguje) normy prawne o niższej mocy prawnej. 
Przykładowo, jeżeli norma zawarta w rozporządzeniu jest sprzeczna z normą zawartą w ustawie, należy stosować normę zawartą w ustawie. Zasada wyrażona tą paremią pozwala przede wszystkim jednoznacznie rozstrzygnąć wątpliwości jakie pojawiają się w przypadku kolizji norm prawnych, zwłaszcza ustaw i aktów podustawowych (wykonawczych). Gdyby zasada taka nie obowiązywała, akty stanowione przez ustawodawcę mogłyby być łatwo zmienione przez każdego ministra. W hierarchii generalnych aktów prawnych ustawa jest wyżej, ponieważ pochodzi od Sejmu i to ona ma pierwszeństwo, a rozporządzenie może być wydane tylko na podstawie ustawy i regulować tylko kwestie przypisane mu przez ustawę.
Korzystanie z reguły hierarchicznej ma swoje uzasadnienie w samej istocie hierarchicznej budowy systemu prawnego, która nie miałaby sensu, gdyby norma prawna niższego rzędu (niższej rangi/wagi) mogła nie być zgodna z normą wyższego rzędu (wyższej rangi, wagi).